# 產後調理院
《產後調理院》，為韓國tvN於2020年11月2日起播出的月火連續劇，由《機智牢房生活》的朴秀元導演與金智秀編劇合作打造。此劇以產後調理院（坐月子中心）為背景，講述身為高齡產婦的主角賢珍所展開的生育災難喜劇故事。

## 演員陣容

### 賢珍家族
| 演員   | 角色                                         | 介紹 | 國語配音 | 粵語配音 |
| 嚴志媛 | 吳嫻貞 (딱풀이（漿糊筆）膠滴滴媽媽/羅溫媽媽) | 公司裏最年輕的常務，卻是產後調理院中年齡最大的產婦，為了高速晉升的進擊職業女性。她遇到甜蜜的年下男道允並成婚時已是四十歲，雖然嘗試懷孕，但因年齡太大而很難做到。原本想半途而廢，但她偏偏在晉升為最年輕常務的那一天，接到了盼望已久的懷孕消息。 | 魏晶琦   | 王綺婷   |
| 尹博   | 金道允（港版：金度允）                       | 賢珍的丈夫，APP開發公司的創業CEO，看著高齡懷孕的妻子，下決心先當好爸爸，再做個好丈夫。當賢珍在分娩變得更敏感時，他感到很苦惱，在俊錫的教導下有了洞察妻子內心的能力。                                                                           | 王辰驊   | 袁德基   |

### 恩靜家族
| 演員   | 角色              | 介紹 | 國語配音 | 粵語配音 |
| 朴河宣 | 趙恩靜 (小愛媽媽) | 專業全職媽媽。她堅持拒絕無痛麻醉的純自然生育方法，生下了雙胞胎，此次生下的第三胎也是自然分娩。她對孩子們的喜愛也與眾不同，每天精心製作幼兒食品、為雙胞胎搭配充滿風格的服裝、在家中為媽媽上美術課等，是全身心地養育孩子的熱心育嬰媽媽。 | 詹雅菁   | 鄭家蕙   |
| 鄭星一 | 李善宇            | 恩靜的丈夫，職業高爾夫球運動員。他在婚後終於打破了長期的低谷，在高爾夫比賽中發揮了實力，奠定了東山再起的基礎。最近，他與妻子的和睦家庭成為熱門話題，再次受到人們的關注。                                                               | 梁興昌   | 羅偉亮   |

### 璐多家族
| 演員   | 角色              | 介紹 | 國語配音 | 粵語配音 |
| 崔利   | 李璐多 (樂米媽媽) | 真實姓名其實是李淑芬的她，經常在產後調理院提出驚世問題的年輕媽媽，在小小年紀就成為內衣購物中心「紫色雨」的CEO。她在25歲就成為未婚媽媽，向調理院的年長媽媽們傳授年輕人的思想。 | 李昀晴   | 梁倩蘅   |
| 呂義柱 | 宇碩              | 調理院院長兒子，醫大四年級生，璐多的男朋友 |          | 潘昀雋   |

### 產後調理院職員
| 演員   | 角色   | 介紹 | 國語配音 | 粵語配音 |
| 張慧珍 | 崔惠淑 | 調理院院長，新生兒重症監護室護士出身，對嬰兒無所不知的專家。20年前，她以退休金和貸款開設產後調理院後大獲成功，之後以上流階層為對象開設了最高級的調理院「Serenity產後調理院」，在藝人、企業家、江南的年輕媽媽們中人氣飆升。 |          | 黎皓宜   |
| 崔秀敏 | 安熙南 | 調理院的資深護士，隨意附和孩子的聲音經常讓媽媽們大吃一驚，但唯獨對賢珍非常嚴厲，強行進行斯巴達式媽媽授課。 |          | 方淑儀   |
|        | 姜恩美 | 調理院新生兒室的護士，從大學醫院跳槽到調理院，過著滿意的工作生活。 |          |          |

### 產後調理院的媽媽
| 演員   | 角色                | 介紹 | 國語配音 | 粵語配音 |
| 林華映 | 朴允智 (啾啾媽媽)   | 前幼兒園教師，能根據眼光看透對方，為了什麼都不知道的賢珍成為媽媽們的嚮導。她親切的性格加上愛管閒事的傾向，幫助了調理院的媽媽。但其實她心裡埋藏著很多的秘密和早有目的的。 | 邱涵菲   | 黎皓宜   |
| 崔慈慧 | 全宥琳 (小蘿蔔媽媽) | 首爾大學教授，知道學習成為媽媽靠書本是不行的，為了討好職業媽媽恩靜而費盡心思，正在接受恩靜的速成媽媽輔導。                                                               | 連思宇   | 簡森     |
| 金允貞 | 李詩元 (嘎貢媽媽)   | 夢想成為專業全職媽媽的可愛蠢豬媽媽，雖然已有兩個孩子，但感覺還有很多東西要學，為了和恩靜變親近，她和宥琳一起熱血地追隨著恩靜。                                           | 陳美貞   |          |

### Olively職員
| 演員   | 角色      | 介紹                                                                              | 國語配音 | 粵語配音 |
| 金敏哲 | 金敏秀    | 賢珍的下屬，Olively商品企劃組組長，以其特有的隨和性格，成為團隊氣氛的氛圍製造者。 | 喬資淯   | 潘昀雋   |
| 蘇珠妍 | Alex Choi | Olively新來的理事，在賢珍因分娩休假時暫代她的空缺。                               |          |          |

### 其他人物
| 演員   | 角色         | 介紹 | 國語配音 | 粵語配音 |
| 南潤壽 | 河慶勳       | 充滿魅力的年輕快遞員，在調理院內被稱為給媽媽們帶來快樂的「快樂男子」。                                                                               |          |          |
| 孫淑   | 金南萊       | 賢珍的媽媽，在32歲生下賢珍時已被當作高齡媽媽，但是女兒在42歲生下孩子後，成為「高齡媽媽的高齡媽媽」。她看見女兒在產後完全不懂如何處理，讓她更加擔心。 |          | 方淑儀   |
| 優熙   | 劉熙元       | 道允公司的職員，雖然臉上總是帶着倦容，打扮得有些寒酸，但只要下定決心打扮，就會成為女神，是擁有反轉美貌的人。                                         |          | 廖欣怡   |
|        | 林文植       | 道允公司的職員，畢業於理工科名牌大學，有能力和聰明的人才。                                                                                           |          |          |
| 崔範浩 | 吳賢珍的父親 | |          | 竺諺鴻   |

### 特別出演
| 演員   | 角色         | 介紹 | 國語配音 | 粵語配音 |
| 朴時妍 | 韓孝琳       | 漂亮且演技好的演員，在電視劇、電影中積累了多樣的作品成為了頂級女演員。公佈懷孕消息後，在限制外人出入的調理院VIP室裏待產。 |          | 何凱怡   |
| 李準赫 | 楊俊碩       | 作為老手嬰兒爸爸，是在調理院遇到的道允的精神支柱。                                                                        |          | 杜景煜   |
| 丁文晟 |              | 幫助賢珍分娩的婦產科專科醫生。                                                                                            |          | 竺諺鴻   |
| 朴野性 | 朴代表       | 韓孝琳的經理人辦司代表。                                                                                                  |          | 羅偉亮   |
| 姜洪碩 | 陰間使者     | |          |          |
| 鄭尚勳 | 命理師       | |          | 郭湛深   |
| 車太鉉 | 護理師兒子   | |          |          |
| 鄭熙泰 | 路多爸爸     | |          | 竺諺鴻   |
| 鄭伊朗 | 嬰兒車銷售員 | |          |          |
| 金在華 | 花英美       | 保姆界的卧龍（意指孔明）                                                                                                  |          | 简森     |

## 收視率
| 集數       | 播出日期   | AGB收視率        | AGB收視率      |
| 集數       | 播出日期   | 大韓民國（全國） | 首爾（首都圈） |
| ---------- | ---------- | ---------------- | -------------- |
| 1          | 2020/11/02 | 4.186%           | 4.040%         |
| 2          | 2020/11/03 | 4.044%           | 4.779%         |
| 3          | 2020/11/09 | 3.031%           | 3.289%         |
| 4          | 2020/11/10 | 3.343%           | 3.509%         |
| 5          | 2020/11/16 | 3.293%           | 3.391%         |
| 6          | 2020/11/17 | 3.773%           | 3.978%         |
| 7          | 2020/11/23 | 3.628%           | 4.335%         |
| 8          | 2020/11/24 | 4.223%           | 4.830%         |
| 平均收視率 | 平均收視率 | 3.690%           | 4.019%         |

- 收視最低的集數以藍色表示，收視最高的集數以紅色表示，而空格則表示該集的收視沒有相關數據。

## 上映時間及同時段競爭作品
| tvN 月火劇                                | tvN 月火劇                                   | tvN 月火劇 |
| ----------------------------------------- | -------------------------------------------- | ---------- |
|                                           | 產後調理院 （2020年11月2日－2020年11月24日） |            |
| 青春紀錄 （2020年9月7日－2020年10月27日） | 日與夜 （2020年11月30日－2021年1月19日）     |            |

| 臺灣 衛視中文台 星期一至五 21:00－22:00   | 臺灣 衛視中文台 星期一至五 21:00－22:00         | 臺灣 衛視中文台 星期一至五 21:00－22:00 |
| ----------------------------------------- | ----------------------------------------------- | --------------------------------------- |
|                                           | （2021年5月20日－2021年6月7日）                 |                                         |
| 回到18歲 （2021年4月27日－2021年5月19日） | 沒關係，是愛情啊 （2021年6月8日－2021年7月9日） |                                         |

| 香港 Now劇集台 星期一至五 21:00 - 22:00              | 香港 Now劇集台 星期一至五 21:00 - 22:00     | 香港 Now劇集台 星期一至五 21:00 - 22:00 |
| ---------------------------------------------------- | ------------------------------------------- | --------------------------------------- |
|                                                      | 產後調理院 （2021年7月8日 - 2021年7月23日） |                                         |
| Missing：他們存在過 （2021年6月15日 - 2021年7月7日） | Live On （2021年7月26日 - 2021年8月9日）    |                                         |

| 新加坡 HUB都會台 星期六 20:30 - 23:00 （两集连播） | 新加坡 HUB都會台 星期六 20:30 - 23:00 （两集连播） | 新加坡 HUB都會台 星期六 20:30 - 23:00 （两集连播） |
| -------------------------------------------------- | -------------------------------------------------- | -------------------------------------------------- |
|                                                    | 產後調理院 （2023年4月29日 - 2023年5月20日）       |                                                    |
| Undercover （2023年3月4日 - 2023年4月22日）        | 火车 （2023年5月27日 - 2023年7月1日）              |                                                    |

### 星期一二時段劇集
- MBC 月火連續劇：《Kairos》
- SBS 月火連續劇：《Penthouse》
- JTBC 月火連續劇：《重回18歲》

### 星期二時段劇集
- JTBC 火曜連續劇：《Live On》

## 外部連結
- 韓國tvN官方網站 （页面存档备份，存于）
- Daum上《產後調理院》的資料
- 臺灣東森電視官方網站（繁體中文）